# آرشیو شعر
آرشیو شعر کتابخانه ای رایگان مبتنی بر وب که برای نگهداری آثار ضبط شده شاعران انگلیسی زبان در حال خواندن آثار خود تشکیل شده‌است. این آرشیو بیش از ۲۰۰۰۰ شعر را در خود جای داده و ضبط‌ها را ایمن و در دسترس نگه می‌دارد تا بازدیدکنندگان فعلی و آینده بتوانند از آنها لذت ببرند. آثار هر شاعر با اطلاعات زمینه ای و زندگینامه احاطه شده‌است و به منبعی ارزشمند برای هر کسی که به دنبال شعر است تبدیل شده‌است.
ضبط آثار معاصر در این سایت از سال ۲۰۰۰ آغاز شد و اولین وب سایت در سال ۲۰۰۵ راه اندازی شد. آرشیو شعر یک مؤسسه خیریه غیرانتفاعی ثبت شده در بریتانیا است.

## شکل‌گیری و توسعه
آرشیو شعر کتابخانه مبتنی بر وب ایجاد شد تا اطمینان حاصل شود که سابقه شفاهی شاعران مدرن از بین نمی‌رود.
در سال ۲۰۰۶ خوانش‌های تاریخی توسط دیلن توماس، تد هیوز و والتر د لا ماره اضافه شد. در همان سال، پروژه با بی‌بی‌سی همکاری کرد تا خوانش‌های کمیاب زیگفرید ساسون، رابرت گریوز و فیلیپ لارکین را بایگانی کند. در سال ۲۰۰۸ بیش از ۶۰ قطعه ضبط شده آمریکایی با همکاری بنیاد شعر، مستقر در شیکاگو، در سایت بایگانی شد. خوانندگان عبارتند از تد کوزر، رابرت پینسکی، و فیلیپ لوین. آرشیو کودکان همچنین شامل آثار شاعرانی مانند رولد دال، اسپایک میلیگان، مایکل روزن است. این وب سایت همچنین مجموعه‌هایی از اشعار کلاسیک را دارد که توسط شاعران معاصر و صداهای مشهور بریتانیایی از جمله هلن میرن، استفن فرای، جودی دنچ و آلن ریکمن خوانده می‌شود. این آرشیو همچنین شامل مطالب گسترده‌ای برای معلمان و دانش آموزان است، از جمله واژه‌نامه‌ها، زندگی‌نامه‌ها و طرح‌های درسی که به عنوان یک منبع مدرسه یکپارچه شده‌اند.